# Paso de Arena
Paso de Arena är en ort i Mexiko.   Den ligger i kommunen Coyuca de Catalán och delstaten Guerrero, i den södra delen av landet, 220 km sydväst om huvudstaden Mexico City. Paso de Arena ligger 348 meter över havet och antalet invånare är 2 260.
Terrängen runt Paso de Arena är kuperad österut, men västerut är den platt. Runt Paso de Arena är det glesbefolkat, med 8 invånare per kvadratkilometer. Närmaste större samhälle är Ciudad Altamirano, 19,6 km öster om Paso de Arena. I omgivningarna runt Paso de Arena växer huvudsakligen savannskog.